# Hugo Loetscher
Hugo Loetscher, né le 22 décembre 1929 à Zurich et mort le 18 août 2009 dans sa ville natale, est un écrivain suisse alémanique. 

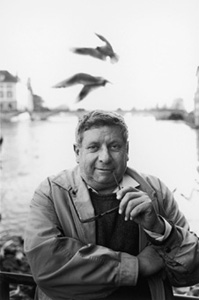
Hugo Loetscher, par Erling Mandelmann, en 1993.

## Biographie
Né à Zurich, il passe de nombreuses vacances chez sa tante à Escholzmatt, dans l'Entlebuch lucernois.
Il étudie les sciences politiques, l’histoire de l’économie, la sociologie et la littérature à Zurich. Il poursuit ses études de philosophie à Paris puis voyage en Amérique latine, en Extrême-Orient, aux États-Unis et au Brésil, avec lequel il nourrit une relation privilégiée. Dès 1956, il travaille comme critique littéraire à la Weltwoche et la NZZ. De 1958 à 1962, il est rédacteur littéraire au magazine du.
De 1964 à 1969, il est rédacteur des pages culturelles et membre de la rédaction de la Weltwoche. Depuis 1969, il travaille comme écrivain indépendant, critique et journaliste politique à la NZZ (Neue Zürcher Zeitung), le Tagesanzeiger, pour la radio, la télévision et plusieurs magazines. Depuis cette date, il écrit de nombreux romans dont plusieurs sont traduits en français (le plus connu étant sans doute Les Égouts / Die Abwässer).
De 1986 à 1989, il a été président de l’Association des écrivains suisses. Depuis 2004, il est citoyen d’honneur de sa ville d'origine Escholzmatt (canton de Lucerne). Son fonds d'archives se trouve aux Archives littéraires suisses à Berne.
Il reçoit la bourgeoisie d'honneur de Escholzmatt en 2004.
Il décède le 18 août 2009, après une lourde opération.

## Prix littéraires
- 1964 : Prix Charles Veillon
- 1966 : Prix Conrad-Ferdinand-Meyer
- 1972 : Prix de littérature de la Ville de Zurich
- 1985 : Prix Schiller
- 1992 : Le Grand Prix Schiller pour l'ensemble de son œuvre

### Sources
- « Hugo Loetscher : vers une nouvelle subjectivité », dans Anne-Marie Gresser, La littérature suisse-allemande d'aujourd'hui  (ISBN 978-2-7574-0125-5), p. 83-93.
- Jeroen Dewulf, Manuel Meune : "Hugo Loetscher. Entre écriture et traduction plurielles". Revue transatlantique d'études suisses, 5, 2015.